# Clay Allison

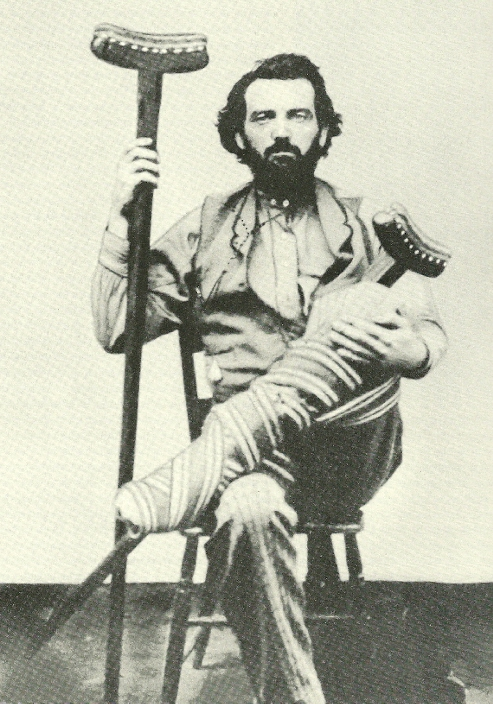
Clay Allison ferido, quando atirou no próprio pé

Robert Andrew Allison, conhecido como Clay Allison (Tennessee, 2 de setembro de 1841 - Pecos, 3 de julho de 1887), foi um pecuarista e pistoleiro norte-americano.

## Biografia
O quarto filho de Jeremiah Scotland Allison, morou com os oito irmãos e seus pais numa fazenda, nas imediações de Waynesboro, ate o início da Guerra de Secessão.

### Soldado na guerra civil
Em 15 de outubro de 1861, alistou-se no Exército dos Estados Confederados para lutar ao lado do capitão William Hicks Jackson. Três meses depois, foi dispensado por problemas médicos, quando constataram  que o soldado possuía instabilidade emocional, resultado de um antigo ferimento na cabeça.
Em 22 de setembro de 1862, alistou-se novamente, desta vez no 9º Regimento de Cavalaria do Tennessee, onde serviu sob o comando do General Nathan Bedford Forrest.
Em 4 de maio de 1865, foi feito prisioneiro, após rendição, nas imediações de Gainesville, logo após anunciado o fim da guerra. Após alguns dias mantido como prisioneiro de guerra, foi liberado para o retorno a vida civil.

### Inicio dos assassinatos/mortes
Ao retornar para a fazenda da família, cometeu o primeiro crime, matando um cabo do 3ª Batalhão de Cavalaria de Illinois, quando o mesmo apresentou um documento de apreensão da propriedade. Após o ato, fugiu, acompanhado de três irmãos e do cunhado para o oeste do país (região que mais tarde foi denominada de velho oeste americano).
Em Elizabethtown, no Novo México, ganhou a reputação de homem perigoso, quando liderou assassinatos na "Colfax County War" (Guerra do Condado de Colfax), um conflito entre colonos e novos proprietários, no Condado de Colfax. O primeiro foi no outono de 1870, quando liderou uma multidão que invadiu a prisão local, retirando Charles Kennedy de sua cela, para matar o acusado. Charles foi morto após ser arrastado, pelo pescoço e preso a uma corda, pela principal rua da cidade. Charles Kennedy estava preso pelo suposto desaparecimento de novos colonos e do próprio filho. Depois do linchamento, a turba enfurecida invadiu a fazenda de Kennedy e encontraram os corpos dos desaparecidos, incluindo seu filho. Clay Allison decapitou Kennedy e fixou a cabeça na frente do saloon.
Sua fama como pistoleiro ganhou força quando matou o também pistoleiro Chunk Colbert. Colbert, que já tinha contabilizado a morte de sete homem no "Fast draw" (termo em inglês para o empate rápido, que é a  capacidade de sacar rapidamente uma arma e dispará-la com precisão em um alvo). Colbert e Allison já tinham desavenças anteriores, porque Allison tinha agredido fisicamente o tio de Colbert, Zachary Colbert, anos antes. Mesmo assim, em 7 de janeiro de 1874, Allison aceitou o desafio de uma corrida a cavalo e apos a disputa de 400 metros, os dois foram jantar no Clifton House, uma pousada em Colfax. No meio da refeição, Colbert sacou o revolver para matar Allison, mas não contou com um descuido. Ao sacar a sua arma, o cano bateu no tampão da mesa, dando tempo para Allison sacar e matar Colbert com um tiro no meio da cabeça.
Em 30 de outubro de 1875, Allison foi acusado de ter liderado uma multidão no linchamento de Cruz Vega,  suspeito de assassinar o reverendo metodista F.J. Tolby. A multidão enforcou Vega em um poste telegráfico. Em 1 de novembro de 1875, Allison matou, em um empate rápido, Francisco Griego, tio de Cruz Vega, que veio atrás de Allison para vingar a morte do sobrinho.
Em dezembro de 1876, Clay e seu irmão John, envolveram-se num tiroteio onde morreu o policial Charles Faber. isto ocorreu quando os dois irmãos passavam pelo Condado de Las Animas, no Estado do Colorado, e resolveram entrar na cidade e se divertirem num western saloon. Ao entrar na área urbana da cidade, o auxiliar do xerife, Charles Faber, solicitou que os dois entregassem suas pistolas, pois existia uma lei local que obrigava a todos os civis para não portarem armas. Porém, os irmãos ignoraram a recomendação e não entregaram as armas. Faber então foi buscar ajuda, enquanto os Allison´s entraram no saloon. Faber, ao chegar ao saloon com mais dois auxiliares de xerife, abriu fogo contra os irmãos, que revidaram e mataram Faber. John foi atingido por três tiros. Presos e julgados, os Allison´s foram absolvidos por que o juiz considerou que Faber iniciou o tiroteio e a morte ocorreu numa legitima defesa.
Em 1877, Clay vendeu seu rancho para o irmão John e mudou-se para Hays no Estado do Kansas e começou um negócio de venda de gado. Em uma de suas viagem pra Dodge City, terra de Wyatt Earp e Bat Masterson, existem relatos, confirmados por uns, desmentidos por outros, que Clay confrontou Wyatt Earp e Bat Masterson, quando os mesmos tentaram prender alguns cowboys que trabalhavam para Allison.
Em 1883, Clay mudou-se para a localidade de Pope's Wells, uma das paradas da "Goodnight–Loving Trail" (na época, uma estrada usada por criadores de gado que levavam seus rebanhos ao Estado do Texas, para serem comercializados), onde comprou um rancho para morar com sua esposa, Medora McCulloch e suas duas filhas.

### Morte
Para um homem famoso por seus assassinatos, morreu num acidente peculiar. Numa viagem de carroça para comprar mantimentos e no retorno, ao passar próxima da cidade de Pecos, parte da carga da carroça, composta de sacos de grãos, caiu.

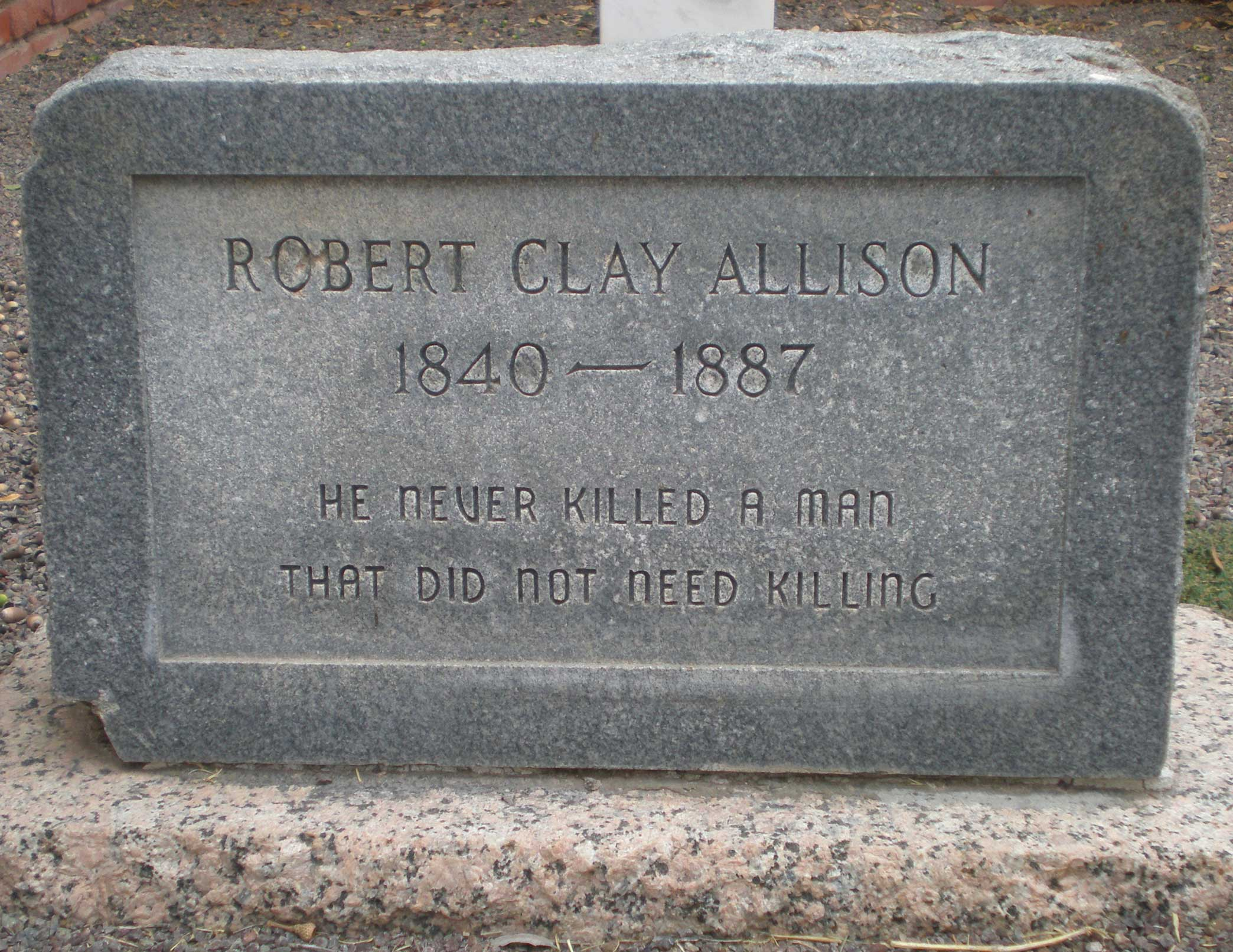
lápide com a inscrição: "Ele nunca matou um homem que não precisava ser morto"

 Ao tentar recolocar estes sacos, a roda da carroça quebrou e carga e carroça caíram sobre seu corpo, matando-o. Allison foi enterrada no dia seguinte no cemitério de Pecos.

### homenagem
Em uma cerimônia especial realizada em 28 de agosto de 1975, seus restos mortais foram depositados no  Pecos Park, dentro do Museu Pecos, e em sua lápide foi redigido a seguinte inscrição: "Ele nunca matou um homem que não precisava ser morto".